# Jack Shaw
Jack Shaw (Inglaterra, 14 de febrero de 2000) es un jugador profesional inglés de rugby que se desempeña en la posición de wing izquierdo en Rugby Football Club Los Angeles, equipo perteneciente a la liga Major League Rugby.

## Carrera
En 2022, Shaw se unió al equipo Rugby Football Club Los Angeles, con el cual disputa su segunda temporada en la Major League Rugby. También fue parte de la Selección juvenil de rugby de Canadá.